# Ausberg
|  | No s'ha de confondre amb cota de malla. |

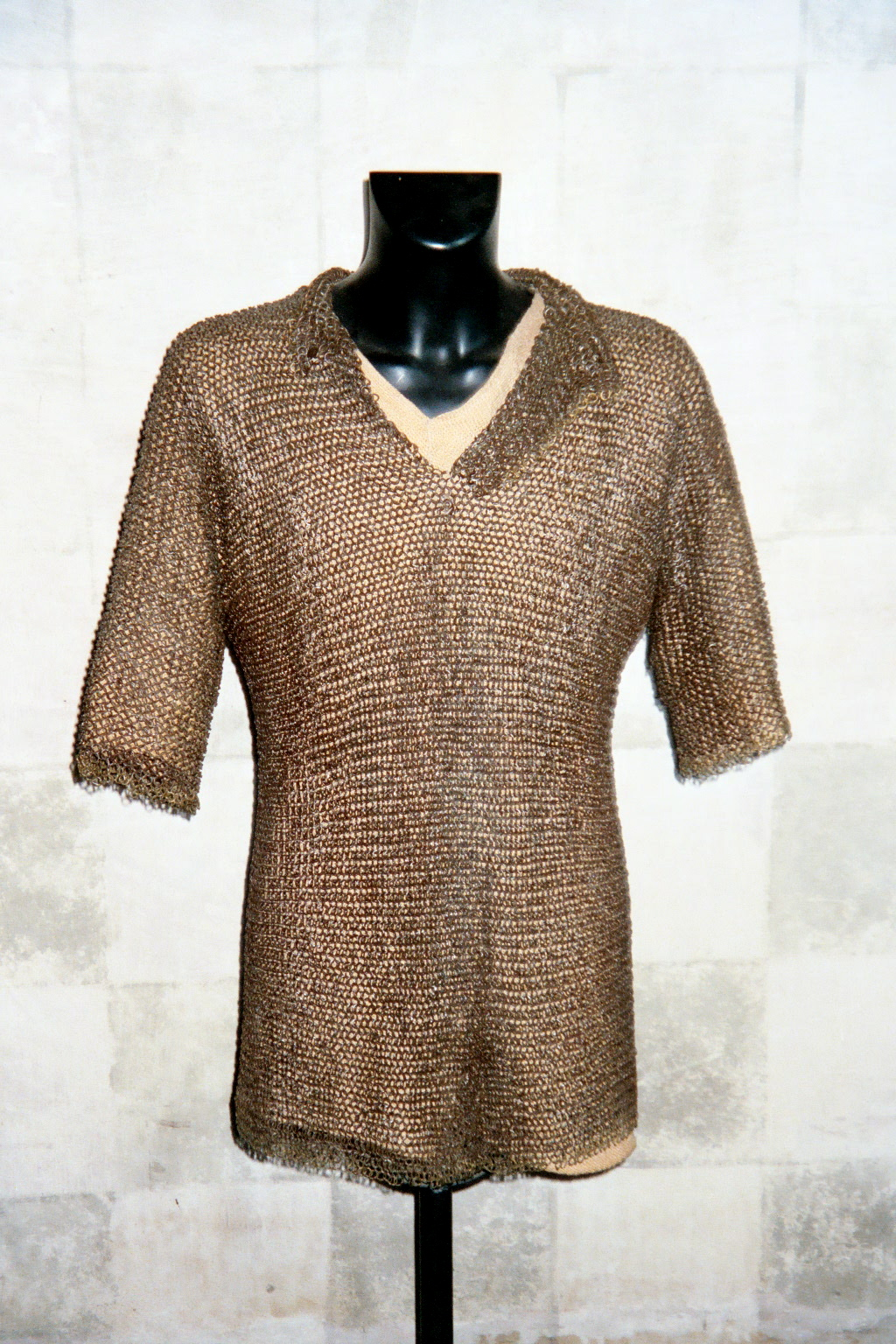
Cota de malla.

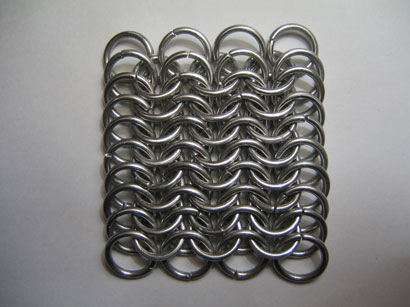
Detall dels tipus d'unions de cota de malla.

L'ausberg (ausberc, asberc), o gonió, és un tipus particular de cota de malles o de cota d'escates, un tipus d'armadura en forma de túnica que cobreix el tors i alguns cops part dels braços i cuixes, i podia arribar fins als turmells. La formen anelles entrellaçades de ferro forjat, o acer, de tal manera que cada anell és lligada amb almenys quatre anelles de forma que forma una malla o teixit. A l'època medieval, als Països Catalans els cavallers la duien sobre la gonella i sovint es combinava amb el capmall. Era una de les principals armes defensives dels guerrers medievals.